# رافائيل غولن
رافائيل غولن (بالإسبانية: Rafael Guillén)‏ هو كاتب ومؤلف وشاعر إسباني، ولد في 27 أبريل 1933 في غرناطة في إسبانيا.

## وصلات خارجية
- الموقع الرسمي
- رافائيل غولن على موقع ديسكوغز (الإنجليزية)
- رافائيل غولن على موقع ديسكوغز (الإنجليزية)